# Hervormde kerk (Watergang)
De Nederlands Hervormde Kerk aan de Dorpsstraat in Watergang is in 1642 gebouwd in gotische trant, het jaartal is op een gevelsteen boven de ingang aangebracht. De aanvraag voor de bouw stamt uit 1640, tegelijkertijd met het verlenen van de toestemming voor de bouw van de kerk is ook toestemming verleend voor de aanleg van een kerkhof rondom de kerk.
Het houten gewelf, de banken en de preekstoel zijn 17e-eeuws. De eikenhouten preekstoel is voorzien van vijf panelen, die Johannes de evangelist, De boodschap aan Maria, De Aanbidding door de herders, De Aanbidding door de Wijzen, en De Doop van Johannes voorstellen. Uit het laatste kwart van de 18e eeuw stamt het doophek van de kerk waarop het wapen van Waterland staat afgebeeld, waarin een zwaan. De afbeelding van Mozes met de Tafelen der Wet stamt van omstreeks het jaar 1700.

## Kerkscheepje
Aan het plafond bevindt zich een kerkscheepje uit de 17e eeuw dat wel wordt toegeschreven aan Pieter Vroom. Deze zeevarende inwoner van Watergang werd op een van zijn reizen door Barbarijse zeerovers gevangengenomen en als slaaf verkocht. Zijn dorps- en streekgenoten zouden hem destijds hebben vrijgekocht. Als blijk van dank zou Vroom het scheepje hebben gemaakt en aan de kerk hebben geschonken. Het kleine pijporgel in de kerk komt oorspronkelijk uit de Lutherse Kerk van De Rijp en werd rond 1874 door de Amsterdamse orgelbouwer Hermanus Knipscheer gebouwd.

## Klok
De klok in de toren heeft als inscriptie:
-V. Bergen- de Duitse Schennershand heeft het niet zo kunnen branden, noch gieten het metaal tot een doodzaaiend lot of mijn hernieuwde stem zingt door de lage landen tot een bevrijd geslacht het manend "Eer zij God". Watergang 1949 -Heiligerlee-

## Rijksmonument
Het pand is sinds 21 november 1967 geregistreerd als rijksmonument onder het nummer 23824.
Onder de bescherming vallen ook onderdelen van het pand, waaronder: 
- Een gebeeldhouwde preekstoel: deze is van eikenhout. De panelen op de stoel stellen voor: Johannes de Evangelist, De boodschap aan Maria, Aanbidding door de herders, Aanbidding door de Wijzen en de Doop van Johannes;
- Het doophek;
- In totaal drie lezenaars;
- Doopbekkenhouder;
- Doopboog;
- Lichtkroon;
- Kaarsenarmen;
- Het scheepsmodel;
- Tiengebodenbord;
- en het eenklaviers orgel uit 1874.

Alle onderdelen, met uitzondering van de kerk zelf, stammen uit de 18e eeuw. De toren behoort niet tot de bescherming omdat deze in 1985 gebouwd is. De vorige toren is in 1975 gesloopt. Tussen 1975 en 1985 is er geen toren geweest. Deze situatie is te wijten aan een ondeskundig uitgevoerde restauratie en slecht onderhoud door de gemeente Landsmeer waar het dorp Watergang tot 1991 bij hoorde.